# Andrew Chadwick
Andrew Chadwick (* 1970 Middlesbrough) je britský profesor politické komunikace na katedře Komunikace a Médií na Loughboroughské univerzitě. Většina jeho výzkumů se zabývá internetem a novými médii a jejich vlivem na politickou komunikaci. Konkrétněji jejich vlivem na politickou mobilizaci, zapojení lidí do demokracie a na žurnalistiku. Napsal dohromady 6 knih, za které získal řadu ocenění a uznání po celém světě.

## Mládí a studium
Andrew Chadwick se narodil v roce 1970 v Middlesborough, v industriálním městě na severovýchodě Anglie. Jeho otec se živil jako instalatér a matka pracovala v továrně na oblečení, ale nedlouho po narození Andrewa z práce odešla, aby se mohla starat o něj a jeho bratra. Na střední škole se mu dařilo, a to ho motivovalo k pokračování ve studiu a v roce 1989 nastoupil na univerzitu v Birminghamu. Jelikož pocházel z dělnické třídy a měl výborné studijní výsledky, dosáhl na stipendium a své magisterské a posléze doktorské studium dokončil na Londýnské škole ekonomie a politických věd. Svoji disertační práci vydal v roce 1999 jako svoji první knihu s nakladatelstvím Ashgate pod názvem Augmenting Democracy: Political Movements and Constitutional Reform During the Rise of Labour, 1900–1924.

## Kariéra
Na dráhu internetu, médií a politické komunikace ho nevědomky začal směřovat už jeho otec, když ho neustále učil všímat si, jak věci fungují. Dalším impulzem byl prudký vývoj internetu v devadesátých letech, kdy začal zkoumat jeho zvyšující se vliv na svět politiky. Je autorem knih The Handbook of Internet Politics (2009), ve které ve 30 kapitolách shrnuje vybrané vědecké debaty v oblasti internetové politiky a jeho vlivu, anebo Internet Politics: States, Citizens, and New Communication Technologies (2006), která byla dokonce oceněna cenou American Sociological Association Best Book Award (Communication and Information Technologies Section). Velice zajímavá je také jeho kniha The Hybrid Media System: Politics and Power (2013) ve které analyzuje sílu internetových médií vůči tradičním, jako jsou například televize či rádio. Druhé vydání této knihy z roku 2017 je navíc rozšířeno o speciální kapitolu věnující se americkým prezidentským volbám z roku 2016 a vzestupu Donalda Trumpa. Svoji práci prezentoval na mnoha univerzitách po celém Spojeném království, ale i na vědeckých zasedáních ve více než 20 městech po celém světě.
Andrew Chadwick momentálně pracuje na nové knize s názvem Social Media and the Future of Democracy, která se bude zabývat prevencí proti dezinformacím na sociálních médiích, a jak docílit toho, aby tyto dezinformace nebyly dále šířeny.
Mezi jeho novější projekty patří například kooperace s organizací Clean up the Internet, která se ohrazuje proti jakémukoliv nenávistnému chování napříč internetem hlavně ve Velké Británii. Dále také Andrew Chadwick založil a stále spravuje knižní sérii s názvem Oxford studies in Digital politics, která analyzuje nové komunikační technologie a obsahuje i některé subjektivní pohledy studentů Oxfordu v oblastech médií, komunikace, sociologie, vědy, ekonomie nebo kulturních studií.
Chadwick tvrdí, že nyní sice velmi dobře rozumíme jak internetový prostor funguje a jsme schopni velmi detailně pozorovat internetový růst, avšak nevíme téměř nic o fungovaní nejvlivnějších internetových korporacích a světových influencerech. Těmto tématům se chce Andrew Chadwick, podle své stránky a svých vydaných publikací, věnovat.
Andrew Chadwick v současnosti vyučuje na Loughboroughské univerzitě předměty typu Digitální média a společnost, Politická komunikace nebo Média a sociální změny v rámci bakalářského programu Médií a komunikací. Za své profesorské schopnosti získal Andrew Chadwick v roce 2013 ocenění za projekt s názvem Real-time Collaborative Mind Mapping in Seminars Using Simple Software, the Electronic Whiteboard, and Moodle.